# Songs from a room
Songs from a room es el segundo álbum del canadiense Leonard Cohen, lanzado en 1969, y reeditado en 2007 con 2 temas extra. 
Para su grabación, Cohen se desplazó a Nashville, capital mundial del country. Allí se puso en manos del productor Bob Johnston, que ya había trabajado con Simon & Garfunkel, Bob Dylan y Johnny Cash.
Songs from a Room supuso un éxito mayor que su álbum de debut, ya que alcanzó la posición 63 en la lista del Billboard y la número 2 en Gran Bretaña.
Todas las canciones son de Leonard Cohen, menos "The Partisan" (Anna Marly / Hy Zaret).

## Listado de temas
1. "Bird on the Wire" – 3:28
2. "Story of Isaac" – 3:38
3. "A Bunch of Lonesome Heroes" – 3:18
4. "The Partisan" – 3:29
5. "Seems So Long Ago, Nancy" – 3:41
6. "The Old Revolution" – 4:50
7. "The Butcher" – 3:22
8. "You Know Who I Am" – 3:32
9. "Lady Midnight" – 3:01
10. "Tonight Will Be Fine" – 3:53

### Bonus tracks
1. "Like a Bird (Bird On a Wire)" – 3:21
2. "Nothing to One (You Know Who I Am)" – 2:17

## Músicos
- Ron Cornelius - guitarra acústica y eléctrica
- Bubba Fowler - banjo, bajo, violín, guitarra acústica
- Charlie Daniels - bajo, violín, guitarra acústica
- Bob Johnston - producción, teclados
- Neil Wilburn - ingeniero